# Ścinanie

Stan czystego ścinania

Ścinanie – odkształcenie postaciowe ciała spowodowane naprężeniami stycznymi. Skutkiem ścinania jest zmiana kształtu ciała bez żadnej zmiany jego objętości.
Ścinaniu zazwyczaj towarzyszą inne odkształcenia, przy innych typach stanów obciążenia, na przykład docisku. Dzieje się tak, między innymi, w połączeniach nitowych, klinowych i wpustowych.
Istnieje również przypadek czystego ścinania, w którym naprężenia normalne są równe zero, a naprężenia styczne są różne od zera. Przypadek taki ma miejsce w złożonym stanie naprężenia, gdy materiał jest rozciągany wzdłuż jednego kierunku i ściskany wzdłuż drugiego (prostopadłego) kierunku. Naprężenia normalne działające w tych kierunkach mają wtedy jednakowe wartości bezwzględne.

## Obliczenia wytrzymałościowe
Rozkład naprężeń stycznych w przekroju poprzecznym jest silnie nieliniowy.
W przypadku zginania poprzecznego, pręta pryzmatycznego rozkład ten określony jest wzorem
{\displaystyle \tau _{zy}={\frac {Q(z)S_{x}(y)}{I_{x}b(y)}},}
w którym
{\displaystyle x,y} – pozioma i pionowa oś przekroju poprzecznego
{\displaystyle z} – podłużna oś pręta
{\displaystyle Q(z)} – siła poprzeczna (ścinająca) w przekroju {\displaystyle z={\text{const}}}
{\displaystyle S_{x}(y)} – moment statyczny (względem osi {\displaystyle x}) części przekroju leżącej ponad prostą {\displaystyle y={\text{const}}}
{\displaystyle I_{x}} – moment bezwładności przekroju względem osi {\displaystyle x}
{\displaystyle b(y)} – szerokość przekroju poprzecznego na wysokości {\displaystyle y={\text{const}}}
W szczególnym przypadku pręta o przekroju prostokątnym {\displaystyle b\times h} otrzymuje się: {\displaystyle \tau _{\max }={\frac {3Q}{2A}},\;A=bh.}
Zgodnie z hipotezą wytężeniową naprężenie ścinające musi spełniać warunek:
{\displaystyle \tau _{\max }<k_{t},}
gdzie:
{\displaystyle k_{t}} – wytrzymałość na ścinanie.